# Японська імперія
Япо́нська Імпе́рія (яп. 大日本帝國/大日本帝国, だいにっぽんていこく, МФА: [dai̯ ɲip̚.pon tei̯koku̥], «Велика Японська Імперія») — історична національна держава та велика держава у Східній Азії з центром на Японському архіпелазі. Постала у 1867 році завдяки відновленню прямого імператорського правління в Японії. Офіційно проголошена 26 листопада 1889 року у зв'язку із прийняттям Конституції. Окрім власне Японії, охоплювала території Тайваню, Кореї, південного Сахаліну, Курильських островів, китайську провінцію Квантун, а також низку островів Мікронезії. За формою правління була конституційною монархією й за час свого існування керувалася трьома японськими імператорами — Мейдзі, Тайсьо і Сьова. Поєднуючи політику заморської експансії і визволення країн Азії від колоніального поневолення державами Заходу, брала участь у ряді збройних конфліктів місцевого і глобального масштабу. Припинила існування 2 вересня 1945 року в результаті поразки у Другій світовій війні.

## Назва
- Японська держава (日本國) — з 1868, після 1946 року.
- Велика Японська держава (大日本國)
- Японська імперія (日本帝國)
- Велика Японська імперія (大日本帝國) — з 1935 року.

## Історія

### Реставрація Мейдзі
Поштовхом для створення Японської імперії стало відновлення прямого Імператорського правління та кардинальні перетворення, проведені в усіх сферах життя країни. Ці події отримали в історіографії назву «реставрації Мейдзі». 1867 року останній сьоґун повернув державну владу Імператорові Мейдзі, після чого на початку 1868 року сам Імператор оголосив указ про реставрацію, скасував сьоґунат і сформував новий уряд в Кіото. Головні ідеї нового політичного курсу були викладені в Імператорській П'ятистатейній присязі. Противники реставрації розв'язали громадянську війну, яка тривала до 1869 року. В ході конфлікту урядові війська захопили головне вороже місто Едо, а також ліквідували сепаратистські утворення — Північний союз і Республіку Едзо. Після війни Імператор переніс столицю країни до Едо, яке перейменував у «Токіо» — «східна столиця», та проголосив свій девіз «Мейдзі» — «просвітлене правління».
Реставрація започаткувала будівництво японської централізованої національної держави. Головним гаслом нової Японії стало «багата країна, сильне військо!». Від імені Імператора усіма державними справами керувала Велика державна рада, яку очолювали аристократи та військові найвпливовіших регіональних об'єднань. 1871 року центральний уряд перевпорядкував собі усю японську землю, ліквідувавши сотні удільних самурайських автономій та створивши префектури. 1872 року було розпочато формування Імперських армії та флоту, а наступного року впроваджено загальну військову повинність, що поклала край існуванню удільних самурайських військ. Уся поліція в країні була підпорядкована центральному міністерству. В соціальній сфері влада скасувала численні стани і станові обмеження попередніх епох, поділивши населення на три категорії: простолюд, титуловану і нетитуловану шляхту. Для забезпечення державного бюджету уряд провів земельно-податкову реформу у 1873 році, а також розпочав індустріалізацію і модернізацію економіки. Для підготовки новітніх кваліфікованих кадрів в усіх галузях японська влада наймала іноземних спеціалістів. 1871 року було впроваджено нову національну валюту — єну, а наступного року створено перший японський державний банк. Вестернізація охопила всі сфери життя: з 1871 року традиційна система освіти була замінена триступінчастою європейською, а від 1872 року в країні вводився григоріанський календар, західна система відліку часу, шестиденний робочий тиждень. Державною релігією проголошувалося синто, а 300-літня заборона на сповідування християнства скасовувалася. На кінець 1870-х років японський уряд урегулював питання державних кордонів з сусідніми державами, але був не в силі переглянути нерівноправні договори з США та країнами Європи.
Централізаторські реформи, високі податки та олігархічність уряду викликали незадоволення значної частини населення. Найбільшого удару від політичнно-соціальних перетворень зазнали представники нетитулованої шляхти, колишні самураї. Виступаючи за колегіальність управління, поміркована частина шляхти розпочала формувати політичні партії, започаткувала рух за волю та народні права й вимагала скликати всенародний Парламент для обмеження сваволі уряду. Радикально налаштовані опозиціонери намагалися скинути нову владу збройним шляхом, піднімаючи бунти. Найбільшими з них були Саґське повстання 1874 року та повстання Ліги камікадзе 1876 року. Ці виступи відбувалися паралельно з численними заворушеннями селян, які протестували проти нової системи оподаткування та військової повинності. Останнім великим антиурядовим виступом стала Південно-західна війна 1877 року під проводом Сайґо Такаморі, яка закінчилося остаточною поразкою радикально-консервативної опозиції.

### Конституція і японсько-цінська війна
- Рух за волю і народні права (Товариство самодопомоги • Патріотичне товариство • Осацький з'їзд • Указ про створення конституційного ладу • Постанова про діяльність преси • Три нові закони • Парламентська ліга Японії • Ліберальна партія Японії (1881—1884) • Інцидент 1881 року • Указ про скликання Парламенту • Партія конституційних реформ • Конституційно-монархічна партія • Фукусімський інцидент • Тітібуський інцидент • Осацький інцидент • Єдиний фронт Японії • Петиційний рух в Японії • Указ про безпеку •
- Економіка (Мацуката Такайосі • Економічні реформи Мацукати • Національний банк Японії)
- Конституція Японської імперії (Іто Хіробумі • Указ про кадзоку • Кабінет Міністрів Японії • Адміністративний поділ Японії • Таємна Рада Японії • Парламент Японії • Закони про Імператорський Дім)
- Закони (Право Японії • Цивільний кодекс Японії • Кримінальний кодекс Японії • Торговельний кодекс Японії)
- Японсько-цінська війна (Сімоносекський договір • Тайванське генерал-губернаторство)

### Японсько-російська війна
- Товариство друзів конституційного уряду (Партія конституційного уряду Японії • Указ про призначення цивільних чиновників • Указ про охорону порядку та поліцію • Ґенро)
- Японсько-російська війна (Поділи Китаю • Повстання боксерів • Пекінський меморандум • Японсько-британський союз • Цусімська битва • Портсмутський мир • Південно-Маньчжурська залізниця)

## Адміністративний поділ
| 01. Хоккайдо 02. Аоморі 03. Івате 04. Міяґі 05. Акіта 06. Ямаґата 07. Фукусіма 08. Ібаракі 09. Тотіґі 10. Ґумма 11. Сайтама 12. Тіба 13. Токіо 14. Канаґава 15. Ніїґата | 16. Тояма 17. Ісікава 18. Фукуй 19. Яманасі 20. Наґано 21. Ґіфу 22. Сідзуока 23. Айті 24. Міє 25. Сіґа 26. Кіото 27. Осака 28. Хьоґо 29. Нара 30. Вакаяма | 31. Тотторі 32. Сімане 33. Окаяма 34. Хіросіма 35. Ямаґуті 36. Токусіма 37. Каґава 38. Ехіме 39. Коті 40. Фукуока 41. Саґа 42. Наґасакі 43. Кумамото 44. Ойта 45. Міядзакі | 46. Каґосіма 47. Окінава 48. Карафуто 49. Тайванське генерал-губернаторство 50. Корейське генерал-губернаторство 51. Наньйо |

## Влада

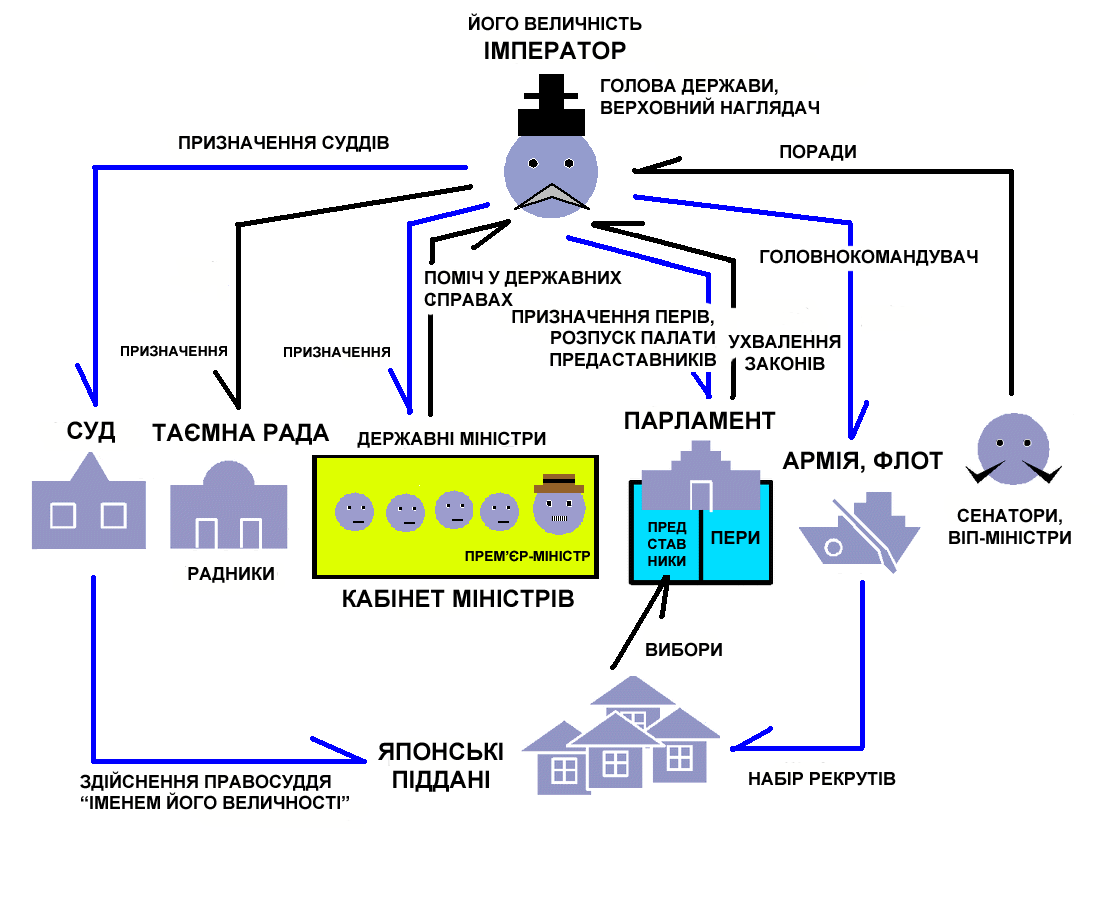

Система влади в Японській імперії визначалася Конституцією від 2 лютого 1889 року.
- Імператор Японії
- Парламент Японії
- Кабінет Міністрів Японії
- Таємна Рада (Японія)
- Ґенро
- Верховний суд Японії
- Збройні сили
- Партії Японії

## Військо
- Імперська армія Японії
- Імперський флот Японії

## Міжнародні відносини
Головним дипломатичним завданням Японії часів реставрації Мейдзі було скасування кабальних договорів із західними державами, що дісталися їй у спадок від колишнього сьоґунату, а також питання визначення кордонів. 1871 року японці відправили до США і Європи посольство Івакури, якому, однак, не вдалося переглянути старі угоди. Паралельно з цим, того ж року Японія уклала договір із Цінським Китаєм, 1876 року покінчила із ізоляцією Чосонської Кореї, а 1879 року анексувала сусіднє ванство Рюкю. 1875 року японський уряд обміняв Південний Сахалін на Курильські острови в Росії, а 1876 року остаточно встановив свій суверенітет над островами Оґасавара, попри протести Великої Британії та США. Таким чином, проблема кордонів була знята, проте питання касації нерівноправних догорів залишалося актуальним.
Захід
1886: Токійська конференція (1886)
- Велика Британія

1894: Японсько-британський договір про торгівлю і мореплавання
- Росія

1891: Інцидент в Оцу • 1904 — 1905: Японсько-російська війна • 1905: Портсмутський договір • 1910: Російсько-японська угода
- США

1905: Угода Кацури-Тафта • 
Азія
- Китай

1874: Тайванський похід • 1894 — 1895: японсько-цінська війна • 1895: Сімоносекський договір • 1895: Тайванське генерал-губернаторство • 1900: Повстання боксерів • 1906: Квантунська генерал-резиденція • 1931: Мукденський інцидент • 1932: Інцидент 28 січня (Шанхай) • Японсько-китайська війна (1937-1945) • 
- Корея

 • Інцидент 1882 року • Інцидент 1884 року • Тяньцзінський договір (1885.4) • Селянська війна 1894 • 1904: Перша корейська угода • 1905: Друга корейська угода • 1905:　Корейська генерал-резиденція • 1907: Третя корейська угода • 1910: Анексія Кореї • 1910:Корейське генерал-губернаторство
1936 року, на тлі зростання міжнародного впливу СРСР, Японія уклала з Німеччиною Антикомінтернівський пакт. Наступного року до нього приєдналася Італія. Утворився союз трьох країн, який протистояв поширенню комунізму та прагнув ліквідації версальсько-вашингтонської системи.

## Злочини вчинені Японською імперією
За час свого існування, Японської імперії на зайнятих нею територіях проводила політику колоніалізм, асиміляції, етноциду та геноциду підкорених нею народів. Також під час своїх військових компаній, Японська імперія цілеспрямовано порушувала закони та звичаї війни, що стало підставою для організації та проведення Токійського трибуналу.

## Засоби масової інформації
- Асахі сімбун
- Майніті сімбун

## Населення

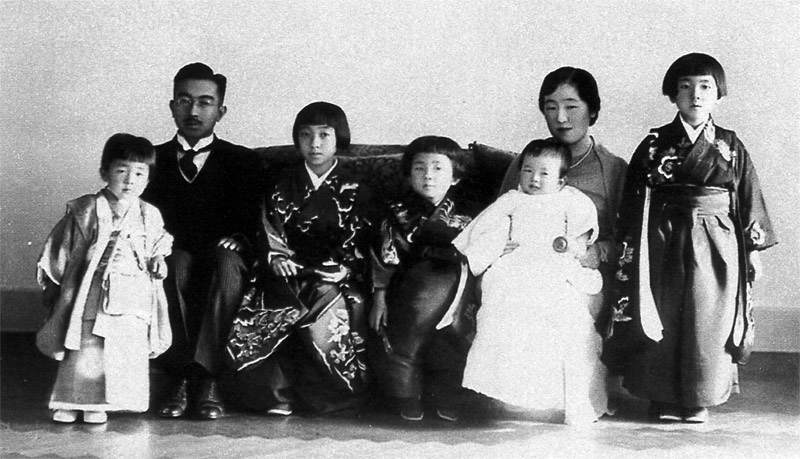
Імператор Сьова з родиною.

Станом на 1925 рік Японська імперія була п'ятою найбільшою країною світу за кількістю населення. Воно нараховувало близько 83 457 000 осіб. З них понад 59 736 000 осіб (72 %) мешкали на території Японського архіпелагу, 19 522 000 осіб (23 %) на Корейському півострові, 3 993 000 осіб (5 %) на Тайвані й близько 20 000 (0,2 %) на Сахаліні. В Квантунській провінції Китаю та Південній Маньчжурії проживало 1 055 000 громадян імперії. На південних тихоокеанських островах, на які країна контролювала від імені Ліги Націй, — 58 000 японських громадян.
Серед населення переважали чоловіки. На 100 жінок припадало 120 чоловіків. Вікова структура була наступною: молодші 14 років — 37 %, між 15 і 59 роками — 56 %, старші 60 років — 0,8 %. Лише 40 % громадян перебували у шлюбі. Середня сім'я складалася з 5 осіб. 48 % громадян були зайняті в первинному секторі економіки, 19 % — у вторинному і 13 % — у третинному. Серед населення переважали етнічні японці (яматосці). Друге і третє місця посідали корейці та китайці (ханьці). Найменші спільноти мали рюкюсці, айни, маньчжури та аборигени Тайваню.
Найбільш населеним місцем Імперії було Токіо (4,5 млн осіб), а найменш заселеним — префектура Тотторі (472 тис. осіб). Великі урбаністичні центри існували в префектурах Осака, Хоккайдо, Хьоґо, Айті та Фукуока.

## Освіта і наука
- Токійський Імперський університет
- Кіотський Імперський університет
- Осацький Імперський університет
- Наґойський Імперський університет
- Кюсюський Імперський університет
- Тохокуський Імперський університет
- Кейдзьоський Імперський університет

## Культура
Для культури Японії періоду Мейдзі був притаманний симбіоз японських традицій періоду Едо і західних культурних нововведень. Серед японської інтелектуальної еліти панували просвітницькі настрої. Громадянське суспільство лише створювалося, тому провідну роль в поширенні культури, освіти, книговидання і зв'язку грав центральний уряд. Його зусилля дали поштовх самостійному розвитку японської національної культури нової доби.

## Нотатки
1. ↑  Модифікована версія, що використовується в 1880–1945.
2. ↑  Хоча Японська імперія офіційно не мала державної релігії[4][5], синто відігравало важливу роль для японського держави: Маріус Янсен зазначає: «Уряд Мейдзі із самого початку включив і, у певному сенсі, створив синто та використовував його розповіді про божественне походження правлячого дому в якості основи свого ритуалу, адресованого предкам „минулих століть“. У міру зростання Японської імперії твердження божественної місії японців підкреслювалося все сильніше. Синтоїзм був нав'язаний колоніальним землям на Тайвані і в Кореї, а державні кошти використовувалися для будівництва та підтримки там нових святинь. Синтоїстські священики були прикріплені до армійських підрозділів як капелани, а культ загиблих на війні, закріплений у дзіндзя Ясукуні в Токіо, набував все більших масштабів у міру зростання їхньої кількості.»[6]
3. ↑  «Протягом другої половини XIX століття японські націонал-будівельники вибудували національну державу Мейдзі зі старої, неоднорідної держави Токугави, інтегруючи напівавтономні області в єдину політичну спільноту.»[12] «Замість того, щоб відновлювати древній (і, можливо, уявний) порядок центральної периферії, Реставрація Мейдзі прискорила створення нової та однозначно централізованої і сучасної національної держави. Протягом декількох десятиліть після офіційного початку проекту національного будівництва Токіо став політичною та економічною столицею держави, яке замінило напівавтономні області нещодавно створеними префектурами, підпорядкованими центральним законам і призначеним з центру адміністраторам.»[13]